# Eugenio Barba
Eugenio Barba (født 29. oktober 1936 i Brindisi, Italien) er en italiensk forfatter, teaterinstruktør og forsker.

## Opvækst mv.
Selvom Barba blev født i Brindisi, voksede han op i Gallipoli hvor hans familie stammede fra. Familiens økonomi ændredes drastisk da hans far, der var officer i militæret, blev dræbt under 2. verdenskrig.
Efter afsluttede studier ved det militære akademi i Napoli i 1954, besluttede Barba ikke at følge i faderens fodspor og emigrerede til Norge, hvor han arbejdede som sømand og svejser. Ved Oslo Universitet læste han fransk, norsk litteratur og religionshistorie.
I 1961 tog Barba til Warszawa i Polen og studerede teaterinstruktion ved den stastlige teaterskole, men afbrød studiet efter et år for at arbejde sammen med Jerzy Grotowski, der på det tidspunkt var leder af Teatr 13 Rzedow i Opole. Barba blev hos Grotowski i tre år og havde siden et tæt samarbejde med ham.
I 1963 tog Barba på den rejse der for alvor skabte grundlaget for hans teaterteori. I Indien fik han sine første erfaringer med Kathakali, en teaterform han havde hørt omtalt i Vesten. Barba skrev en afhandling om Kathakali som blev publiceret i Italien, Frankrig, USA og Danmark. Han skrev desuden sin første bog Grotowski: In search of a Lost Theatre der blev udgivet i Italien og Ungarn i 1965.
Da Barba i 1964 vendte tilbage til Oslo, var det med beslutning om at arbejde med teaterinstruktion, men da han var udlænding, opdagede han at han ikke var velkommen i det etablerede norske teatermiljø. Han samlede en gruppe unge skuespilaspiranter der ikke var blevet optaget på Oslo Teater Skole, og etablerede Odin Teatret den 1. oktober. Gruppen trænede og lavede prøver i en gammel bunker fra krigen. Her grundlagde gruppen to hjørnestene i deres arbejdsmetode, vokal- og fysisk træning. Deres første forestilling Ornitofilene af den norske forfatter Jens Bjørneboe, blev spillet i Norge, Sverige, Finland og Danmark. Efterfølgende blev de inviteret til at arbejde og opholde sig i Holstebro, for der at etablere deres teaterlaboratorium. De blev tilbudt et nedlagt landbrug i udkanten af byen, samt en lille sum penge til at starte op med. Odin Teatret har stadig base på dette sted og gæstes ofte af kulturpersonligheder fra hele verden.

## Produktion mv.
Gennem de sidste mere end 40 år har Eugenio Barba instrueret mere end 65 produktioner med Odin Teatret og Theatrum Mundi Ensemble; nogle af produktionerne har grundet Barbas metode taget op til to år at instruere. Blandt de mest kendte er Ferai (1969), Min Fars Hus (My Father’s House) (1972), Brecht’s Aske (1980), Oxyrhincus Evangeliet (1985), Talabot (1988), Itsi Bitsi (1991), Kaosmos (1993) og Mythos (1998). Af nyere produktioner kan nævnes Salt (2002), Great Cities under the Moon (2003), Andersen's Dream (2005), Ur-Hamlet (2006) og Don Giovanni all'Inferno (2006) i samarbejde med Ensemble MidtVest.
Siden 1974 har Eugenio Barba og Odin Teatret udviklet deres egen måde at udveksle teater på. Under teatrets mange rejser, har de ”byttet” forestillinger med de lokale i områderne, og har derved bl.a. spillet for indianere i junglen, i verdens slumkvarterer og på gaden i lande underlagt diktatur. De mange byttehandler har været en evig kilde for teatrets udvikling af deres vokabular, og de har kunnet lære stammefolks traditionelle danse, sange og ritualer at kende, hvilket tydeligt ses i teatrets opsætninger, hvor mange traditioner spilles op imod hinanden.
I 1979 grundlagde Barba ISTA, the International School of Theatre Anthropology, der mødes ca. 1 gang årligt til et seminar hvor deltagerne er teaterteoretikere fra hele verden. Barba er desuden rådgiver for flere teaterpublikationer som The Drama Review, Performance Research, New Theatre Quarterly, Teatro e Storia og Teatrologí.
Af de seneste udgivelser fra Barbas hånd, der er oversat til utallige sprog kan nævnes The Paper Canoe (Routledge), Theatre: Solitude, Craft, Revolt (Black Mountain Press), Land of Ashes and Diamonds. My Apprenticeship in Poland, fulgt af 26 breve fra Jerzy Grotowski til Eugenio Barba (Black Mountain Press) og i samarbejde med Nicola Savarese, The Secret Art of the Performer og den reviderede og opdaterede udgave: A Dictionary of Theatre Anthropology (Centre for Performance Research/ Routledge).

## Hæder
Eugenio Barba er blevet hædret som æresdoktor ved Aarhus Universitet, Ayacucho, Bologna, Havana, Plymouth og Warszawa Universiteter, samt ”Reconnaissance de Mérite scientifique" ved Université de Montréal. Han har derudover modtaget Ridderkorset, Sonningprisen, Danish Academy Award, Mexican Theatre Critics' prize, Diego Fabbri prize, Pirandello International prize og Academy of Performing Arts (Hong Kong).
Han modtog Håbets Pris i 2011 sammen med Odin Teatret.

## Bøger af Barba på dansk (i udvalg)
- Vor by. Eugenio Barba (ed.). Holstebro: Odin Teatret. 1967.{{cite book}}:  CS1-vedligeholdelse: others (link)
- Barba, Eugenio (1968). Pedagogikk : Brook, Marowitz, Chaikin, Dullin, Jouvet, Rodio, Grotowski. TTT, teatrets teori og teknikk, 8. Holstebro: Odin Teatrets Forlag.
- Skuespillerkunst : Gruppeteater i U.S.A. TTT. Teatrets Teori og Teknikk, 14. Eugenio Barba, Franco Quadri (red.). Holstebro: Odin Teatret. 1970.{{cite book}}:  CS1-vedligeholdelse: others (link)
- Commedia dell'arte. TTT. Teatrets teori og teknikk, 6 (Genoptr udgave). Holstebro: Odin Teatrets Forlag. 1972.
- Dionysos. TTT. Teatrets Teori og Teknikk, 20. Holstebro: Odin Teatret. 1973.
- Barba, Eugenio (1976). Odin Teatret i Syditalien. Rampelyset, 119. Gråsten: Dansk Amatør Teater Samvirke.
- Barba, Eugenio (1980). Modsætningernes spil (1. oplag udgave). Kbh.: Berg. ISBN 87-7228-757-8.
- Christoffersen, Erik Exe; Barba, Eugenio (1986). Thebens syv porte : en montage om Odin Teatret. Århus: Ꜳrhus Universitetsforlag. ISBN 87-7288-031-7.
- Vor by igåridagimorgen. Eugenio Barba, Dorthe Kærgaard (red.). Holstebro: Odin Teatrets Forlag. 1989.{{cite book}}:  CS1-vedligeholdelse: others (link)
- Barba, Eugenio (1989). De flydende øer (1. udgave, 1. oplag udgave). Valby: Borgen. ISBN 87-418-8855-3.
- Barba, Eugenio (1994). En kano af papir : en indføring i teaterantropologi (1. oplag udgave). Gråsten: Drama. ISBN 87-7419-811-4.
- Elbæk, Uffe; Barba, Eugenio (2003). Kaospilot A-Z. Århus: KaosCommunication. ISBN 87-91208-02-5.
- Fools 25 : 25 års teater, dans og performance med Københavns Internationale Teater. Eugenio Barba, Knut Ove Arntzen (eds.). Kbh.: Schønberg. 2004. ISBN 87-570-1667-4.{{cite book}}:  CS1-vedligeholdelse: others (link)
- Barba, Eugenio (2006). Ur-Hamlet. Holstebro: Odin Teatret.
- Elbæk, Uffe; Barba, Eugenio (2006). Kaospilot A-Z 2 (2. udgave). Århus: KaosCommunication. ISBN 87-91208-03-3.

## Bøger om Barba på dansk
- Rasmussen, Iben Nagel (1998). Den blinde hest : Barbas forestillinger. Kbh.: Lindhardt og Ringhof. ISBN 87-595-1072-2.